# Chris Taylor
Chris Taylor (Columbia Britannica, ...) è un autore di videogiochi canadese, inventore di giochi strategici per pc. Il videogioco più importante da lui creato è Total Annihilation, che ha segnato un'epoca nei giochi di strategia per pc nel mondo.

## Biografia
Chris Taylor iniziò ad occuparsi della produzione di videogiochi alla fine degli anni ottanta alla Distinctive Software di Burnaby. Il suo primo videogioco fu Hardball II realizzato nel 1989.
Successivamente si trasferì a Seattle, nel gennaio 1996, andando a lavorare per la Cavedog Entertainment come capo progettista per il videogioco Total Annihilation e della sua prima espansione, Total Annihilation: The Core Contingency.
Fondò poi la Gas Powered Games nel maggio 1998 per la quale disegnò Dungeon Siege. Il cui sequel, Dungeon Siege II, venne realizzato nel 2005
Nell'agosto del 2005 PC Gamer annunciò che la Gas Powered Games stava sviluppando Supreme Commander. Esso venne descritto come il successore spirituale di Total Annihilation, ma non poté dargli il nome previsto in quanto Atari (ex Infogrames) aveva i diritti sul titolo Total Annihilation.

## Giochi realizzati
- HardBall II (1989)
- The Duel: Test Drive II (1989)
- 4-D Boxing (1991)
- Triple Play 96 (1995)
- Dungeon Siege II (2005)
- Supreme Commander: Forged Alliance (2007)
- Demigod (2009)

### Giochi progettati
- Total Annihilation (1997)
- Total Annihilation: The Core Contingency (1998)
- Total Annihilation: Kingdoms (1999)
- Total Annihilation: Kingdoms The Iron Plague (2000)
- Dungeon Siege (2002)
- Dungeon Siege: Legends of Aranna (2003)
- Dungeon Siege: Throne of Agony (2006)
- Dungeon Siege II: Broken World (2006)
- Supreme Commander (2007)
- Space Siege (2008)
- Supreme Commander 2 (2010)
- Dungeon Siege III (TBA)
- Kings and Castles (TBA)

## Progetti in corso
Sta realizzando Kings and Castles.